# Mistrovství Československa v krasobruslení 1953
Mistrovství Československa v krasobruslení 1953 se konalo 7. a 8. února 1953 v Bratislavě.
Soutěžilo se také v dorosteneckých kategoriích.

## Medaile
| Kategorie      | Zlato                        | Zlato | Stříbro                         | Stříbro | Bronz            | Bronz |
| Muži           | Zdeněk Fikar                 | 1 - 1 | Vladislav Čáp                   | 2 - 3   | Ivan Mauer       | 3 - 2 |
| Ženy           | Milena Tůmová                | 2 - 1 | Miroslava Náchodská             | 1 - 2   | Jarmila Königová | 3 - 3 |
| Sportovní páry | Soňa Balunová Miloslav Balun | 52    | Blažena Knittlová Karel Vosátka | 50, 9   | neobsazeno       |       |

- první čísla udávají umístění v povinné jízdě a druhá ve volné jízdě
- u sportovních párů čísla udávají body